# Petr Frydrych
Petr Frydrych (né le 13 janvier 1988 à Klatovy) est un athlète tchèque spécialiste du lancer du javelot.

## Carrière
Entrainé par Jan Železný, l'actuel détenteur du record du monde de la discipline, Petr Frydrych se révèle durant la saison 2009 en remportant la médaille d'argent des Championnats d'Europe espoirs de Kaunas, derrière le Finlandais Ari Mannio. Sélectionné pour les Championnats du monde se déroulant au mois d'août à Berlin, le Tchèque termine dixième de la finale avec un lancer à 79,29 m.
Le 27 mai 2010, Petr Frydrych améliore son record personnel et établit la meilleure performance mondiale de l'année en réalisant la marque de 88,23 m lors du meeting d'Ostrava.
Il s'impose l'année suivante au meeting de Doha avec un jet à 85,32 m. Le 12 août 2017, Petr Frydrych bat en finale des Championnats du monde de Londres son record personnel vieux de 7 ans, pour remporter la médaille de bronze avec 88,32 m, derrière Johannes Vetter (89,89 m) et Jakub Vadlejch (89,73 m).

## Palmarès
| Date | Compétition                       | Lieu           | Résultat | Marque  |
| ---- | --------------------------------- | -------------- | -------- | ------- |
| 2005 | Championnats du monde cadets      | Marrakech      | 11e      | 68,66 m |
| 2009 | Championnats d'Europe espoirs     | Kaunas         | 2e       | 80,53 m |
| 2009 | Championnats du monde             | Berlin         | 10e      | 79,29 m |
| 2010 | Championnats d'Europe             | Barcelone      | 10e      | 77,30 m |
| 2015 | Championnats d'Europe par équipes | Heraklion      | 2e       | 78,93 m |
| 2016 | Jeux olympiques                   | Rio de Janeiro | 12e      | 79,12 m |
| 2017 | Championnats du monde             | Londres        | 3e       | 88,32 m |
| 2018 | Championnats d'Europe             | Berlin         | 12e      | 72,79 m |

## Records
| Épreuve           | Performance | Lieu    | Date         |
| ----------------- | ----------- | ------- | ------------ |
| Lancer du javelot | 88,32 m     | Londres | 12 août 2017 |